# Boris Galerkin
Boris Grigoryevich Galerkin (em russo:  Борис Григорьевич Галёркин) (Polatsk, atualmente Bielorrússia, 4 de março de 1871 — São Petersburgo, 12 de julho de 1945) foi um engenheiro e matemático soviético.

## Biografia

### Primórdios
Galerkin nasceu em Polatsk, Império Russo, agora parte da Bielorrússia. Seus pais tinham uma casa na cidade, mas tinham dificuldades financeiras, e assim Boris começou a trabalhar aos 12 anos de idade como caligrafista da corte. Completou a escola em Polatsk, mas ainda precisou dos exames de um ano adicional de estudo para poder seguir um curso superior. Fez os exames necessários em Minsk, em 1893, como estudante externo. No mesmo ano entrou no Instituto Estatal de Tecnologia de São Petersburgo, no departamento de mecânica. Devido a problemas financeiros, Boris Grigoryevich teve de combinar os estudos trabalhando como desenhista e dando aulas particulares.

## Atividades políticas e prisão
Como muitos outros estudantes e tecnólogos, esteve envolvido em atividades políticas, e juntou-se ao grupo social democrata. Em 1889, ano de sua graduação no instituto, tornou-se membro do Partido Operário Social-Democrata Russo (futuro Partido Comunista). Isto é justificativa plausível para suas frequentes mudanças de emprego. Nos três primeiros anos após a graduação Boris Grigoryevich foi um engenheiro na fábrica de locomotivas de Carcóvia, enquanto simultaneamente ensinava trabalhadores em cursos especiais. A partir do final de 1903 foi um engenheiro na construção da Ferrovia Trans-Manchuriana, e meio ano depois tornou-se o chefe técnico da fábrica norte de mecânica e caldeiras. Participou da organização da União dos Engenheiros em São Petersburgo e, em 1905, foi preso por organizar uma greve dos engenheiros. Em 1906 Boris Grigoryevich tornou-se membro do comitê de São Petersburgo do Partido Operário Social-Democrata Russo e não trabalha em outro lugar.
Em 5 de agosto de 1906 a polícia cercou sua casa nº 13 na rua Alexeyevskaya, não muito longe da estação ferroviária Udelnaya, e prendeu quase todos os membros do comitê. Em 26 de março de 1907 o tribunal de São Petersburgo aprovou uma sentença, que foi surpreendentemente leve, tendo em vista que na ocasião da prisão alguns membros do comitê atiraram contra os policiais. Um dos 19 membros do comitê foi preso por dois anos, e 8, incluindo Galerkin (ou "Zakhar", de acordo com o seu apelido secreto) - por 1,5 anos, e os outros foram absolvidos.
Na prisão, conhecida como "Kresty", Boris Grigoryevich perdeu o interesse por atividades revolucionárias e se dedicou à ciência e engenharia. As condições das prisões naquela época davam tais oportunidades. Além disso, em sua caderneta de atividades consta que Boris Grigoryevich trabalho como um engenheiro de projeto e construção da usina de geração de energia por caldeiras em 1907. Boris Grigoryevich não gostava de falar sobre sua juventude revolucionária. Mais tarde, em questionários soviéticos ele não deu respostas claras sobre as questões persistentes sobre afiliação a diferentes partidos. Naturalmente que ele estava familiarizado com o destino de antigos membros do partido, mas a razão principal para isto foi que ele havia sido eleito para o comitê pelos mencheviques (um grupo do partido com pontos de vista não-radicais, cujos membros foram depois acusados de atividades contra-revolucionárias). A vida de Galerkin poderia ter sido o preço se este fato viesse a público.

### Academia
Neste ano seu primeiro trabalho científico foi publicado nos "Transactions" do instituto. O artigo tinha o título "Uma teoria do encurvamento longitudinal e uma experiência da aplicação da teoria do encurvamento longitudinal a pórticos de diversos andares, pórticos com junções rígidas e sistemas de pórticos". O comprimento do título era indicativo de seu tamanho: 130 páginas. Foi escrito na prisão "Kresty". No verão de 1909 Boris Grigoryevich viajou para ver construções e edifícios de seu interesse. Durante os próximos quatro anos, i.é, antes da Primeira Guerra Mundial, ele e alguns membros do instituto visitaram a Europa. Galerkin esteve na Alemanha, Áustria, Suíça, Bélgica e Suécia.
Galerkin conduziu exercícios e projetos de mecânica estrutural para alunos do departamento de mecânica. O professor era Viktor Lvovich Kirpichov, chefe da Escola Científica de Mecânica de São Petersburgo. Contudo, diversos membros também trabalhavam na Universidade Politécnica Estatal de São Petersburgo, por exemplo: Ivan Bubnov, Alexei Krylov, Ivan Meshcherskiy e Stephen Timoshenko.
A substituição de Galerkin, bem como o método de Galerkin, é um procedimento numérico para a solução aproximada de equações diferenciais parciais e problemas variacionais.

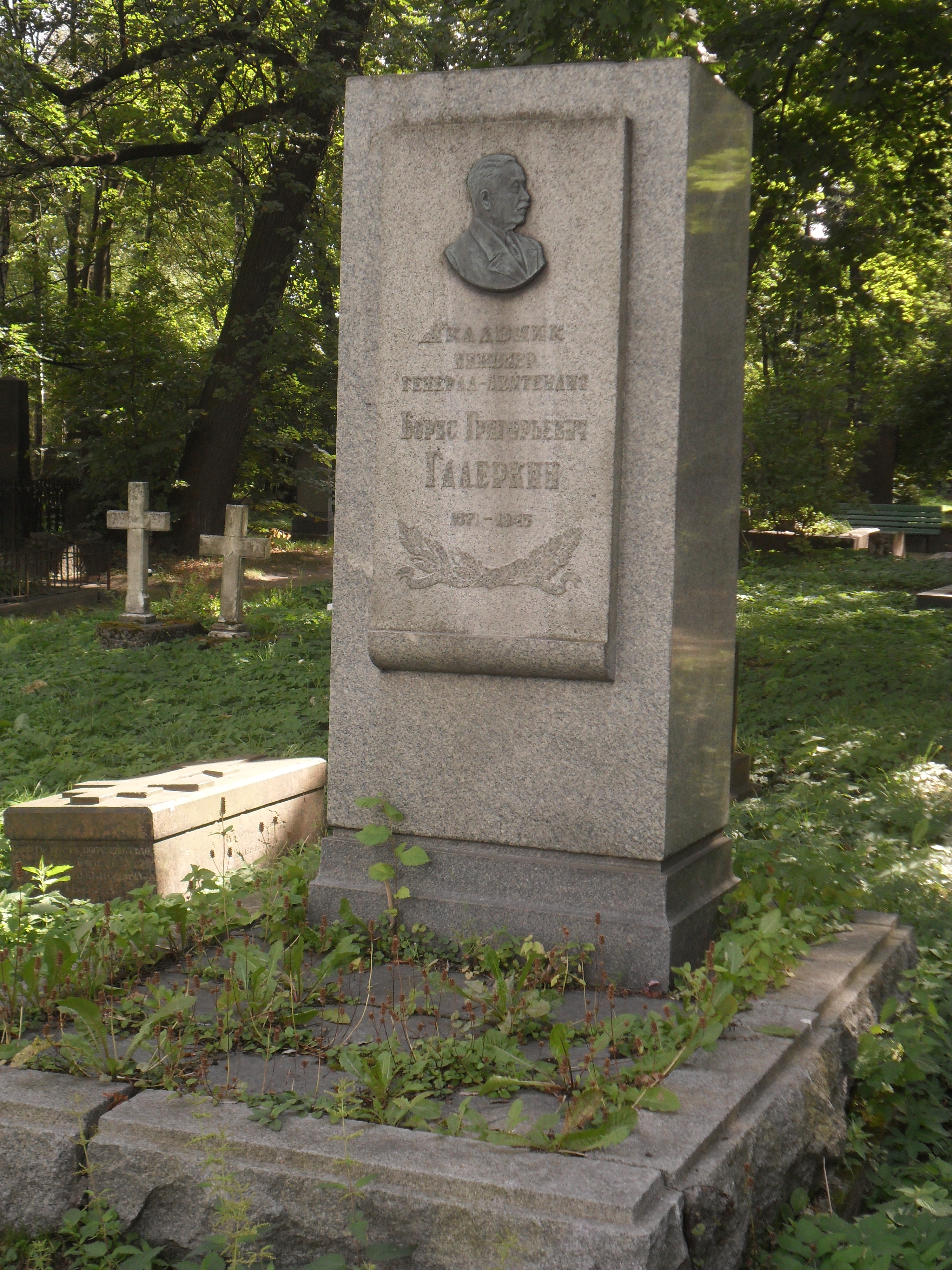
Sepultura no Cemitério de Volkovo

Publicou trabalhos relacionados à solução numérica de equações diferenciais parciais, atualmente identificados com o Método dos Elementos Finitos.
Foi contemporâneo de Ivan Bubnov, Alexei Krylov e Stephen Timoshenko.
Está sepultado no Cemitério de Volkovo.